# Roge (Vale de Cambra)
Roge is een plaats (freguesia) in de Portugese gemeente Vale de Cambra en telt 1901 inwoners (2001).